# Miễn trừ ngoại giao
Miễn trừ ngoại giao hay đặc miễn ngoại giao là một hình thức miễn trừ pháp lý chiếu theo quy ước ngoại giao giữa hai chính phủ. Quyền đặc miễn bảo đảm cho các nhà ngoại giao được đi lại tự do, không bị chi phối bởi hình sự tố tụng hay truy tố địa phương của nước chủ nhà. Dù vậy họ vẫn có thể bị trục xuất.
Tại Hội nghị Viên về Quan hệ Ngoại giao (1961), các quốc gia tham dự đã đồng thuận quy chế đặc miễn như là một phần của luật pháp quốc tế.
Khái niệm đặc miễn ngoại giao có một lịch sử lâu đời, đúc kết từ tập quán quốc tế (customary law) ngày xưa. Ngay cả trong trường hợp xung đột vũ trang, hai quốc gia tham chiến, một khi có quan hệ ngoại giao vẫn cho nhân viên ngoại giao đối phương quyền đặc miễn. Đó là vì khi ngoại giao đoàn một nước khi đến trình ủy nhiệm thư và được nước chủ nhà đón nhận, thì việc chấp nhận đó bao gồm cả quyền đặc nhiễm để họ có thể thi hành công cán cho chu toàn. Quyền đặc nhiễm này được trao đổi trên cơ sở tương tác song phương.
Ban đầu, những sự ưu tiên và miễn trừ đó được trao trên một cơ sở song phương, và đặc biệt, dẫn tới những sự hiểu lầm và xung đột, gây áp lực trên những nước yếu, và khiến các nước khác không thể phán xét bên nào là sai trái. Nhiều thoả thuận quốc tế đã được xem xét khi Hội nghị Vienna luật hoá các quy định và thoả thuận, đặt ra tiêu chuẩn và sự ưu tiên với tất cả các quốc gia.
Nước cử đi cũng có thể khước từ quyền miễn trừ, điều này thường chỉ xảy ra khi các cá nhân đã thực hiện một hành động tội phạm nghiêm trọng, không liên quan tới vai trò ngoại giao của họ (có nghĩa là, trái ngược với các cáo buộc gián điệp), hay đã bị chứng kiến như một tội phạm. Hoặc, nước cử có thể truy tố người đó. Nhiều quốc gia từ chối khước từ miễn trừ như một vấn đề tất nhiên; các cá nhân không có quyền khước từ sự miễn trừ của mình (có lẽ ngoại trừ trong các trường hợp đào tẩu).

## Lịch sử

### Thời cổ đại
Trong quá trình phát triển của luật pháp quốc tế, nhiều cuộc chiến tranh đã bị coi là nổi loạn hay trái pháp luật bởi một hay nhiều bên tham chiến. Trong những trường hợp như vậy, những người phục vụ cho chế độ "tội phạm" thường bị coi là kẻ đồng loã và họ có thể bị xâm phạm. Trong những trường hợp khác, những sứ giả với các thông điệp đòi hỏi quá đáng thường bị giết như một sự tuyên bố chiến tranh. Herodotus đã ghi nhận rằng khi các viên quan phụ tá của vua Ba Tư Darius Đại đế yêu cầu "đất và nước" (ví dụ, các biểu tượng của sự quy phục) tới các thành phố Hy Lạp, người Athens đã ném họ vào một chiếc hố và người Sparta đã ném họ xuống một cái giếng (nơi họ có thể tìm thấy cả đất và nước ở dưới đáy) (Hdt. 7.133).
Một sứ giả của La Mã đã bị đái vào người khi ông ta rời thành phố Tarentum. Lời thề của sứ giả: "Vết nhơ này sẽ được rửa bằng máu!" đã được thực hiện trong cuộc Chiến tranh Punic thứ hai. Việc bắt giữ và đối xử không đúng mực với sứ giả của Raja Raja Chola của Vua Chera đã dẫn tới cuộc Chiến tranh Kandalur.
Giáo hoàng Gelasius I là giáo hoàng đầu tiên trong lịch sử được ghi nhận đã có được sự miễn trừ ngoại giao, như nó được ghi trong bức thư của ông Duo sunt gửi hoàng đế Anastasius.
Trong truyền thống Hồi giáo, một sứ giả sẽ không bị làm hại, thậm chí cả khi đó là sứ giả của quốc gia kẻ thù và mang theo một thông điệp rất xấc xược. Một truyện thánh Muhammad và các tín đồ cho rằng luật sunnah này có từ thời khi Musaylimah gửi tới Nhà tiên tri Muhammad các sứ giả tuyên bố Musaylimah là một Nhà tiên tri của Allah và ngang bằng với chính Nhà tiên tri Muhammad. Nhà tiên tri đã nói với họ, "Ta luôn thề với Allah rằng các sứ giả sẽ không bị giết hại, nếu không ta đã chém đầu các ngươi", (అబూదావూద్:1185).
Khi các nhà ngoại giao theo định nghĩa vào một quốc gia theo nguyên tắc hành vi đúng đắn, việc vi phạm thường không bị coi là một sự mất thể diện lớn, dù có một số trường hợp các nhà ngoại giao đã bị giết. Genghis Khan và người Mông Cổ nổi tiếng vì luôn yêu cầu quyền cho các nhà ngoại giao, và họ thường có hành động trả thù tàn bạo với các nước đã vi phạm các điều luật này. Người Mông Cổ thường san phẳng toàn bộ các thành phố tới tận móng, để trả thù cho việc hành quyết các đại sứ của họ.
Năm 1538, Vua Francis I của Pháp đã đe doạ Edmund Bonner —Đại sứ của Henry VIII tại triều đình Pháp và sau này là Giám mục— đánh một trăm nhát kích để trừng phạt "cách hành xử láo xược" của Bonner. Dù việc trừng phạt không diễn ra trên thực tế, nó cho thấy các triều đình châu Âu ở thời điểm đó không coi các vị đại sứ nước ngoài là được miễn trừ trừng phạt.

### Sự khởi đầu của quyền miễn trừ hiện đại
Nghị viện Anh lần đầu bảo đảm quyền miễn trừ ngoại giao cho các đại sứ nước ngoài năm 1709, sau khi Bá tước Andrey Matveyev, một người Nga sống tại London, bị các chấp hành viên tòa án Anh vì tội lạm dụng bằng lời lẽ và lạm dụng thân thể.
Quyền miễn trừ ngoại giao hiện đại phát triển song song với sự phát triển của ngoại giao hiện đại. Ở thế kỷ 17 các nhà ngoại giao châu Âu nhận thấy rằng việc bảo vệ khỏi bị truy tố là điều tối cần thiết khi thực hiện nhiệm vụ và một bộ luật liên quan tới việc đảm bảo quyền của các nhà ngoại giao đã được đưa ra. Tuy nhiên chúng vẫn chỉ có ở Tây Âu và liên kết chặt chẽ với đặc quyền của giới quý tộc. Vì thế một sứ giả tại Đế chế Ottoman có thể bị bắt giữ và bỏ tù ngay khi tình trạng thù địch giữa nước họ và đế chế diễn ra. Cuộc Cách mạng Pháp cũng làm ngắt quãng hệ thống này bởi nhà nước cách mạng và Napoleon đã bỏ tù một số nhà ngoại giao bị buộc tội làm việc chống lại nước Pháp. Gần đây hơn, cuộc khủng hoảng con tin Iran thường được coi là một sự vi phạm vào quyền miễn trừ ngoại giao (dù những kẻ bắt con tin không chính thức đại diện cho nhà nước, các quốc gia chủ nhà có trách nhiệm bảo vệ tài sản và nhân viên của cơ quan ngoại giao nước ngoài). Mặt khác, trong Thế chiến II, quyền miễn trừ ngoại giao được thực hiện và các đại sứ quán đã phải chuyển tới các quốc gia trung lập.
Với các tầng lớp trên ở thế kỷ 17, 18 và 19, quyền miễn trừ ngoại giao là một ý tưởng dễ hiểu. Các "đại sứ quán" đầu tiên không phải là các cơ sở thường trực, mà thực tế chỉ là những chuyến thăm của các đại diện cao cấp của nguyên thủ quốc gia (thường là họ hàng thân cận của họ), hay thậm chí là chính vị nguyên thủ. Khi nhiều cơ quan đại diện thường trực xuất hiện, thường trên một cơ sở hiệp ước giữa hai cường quốc, tại đó thường có các nhân viên là họ hàng của vị nguyên thủ hay các quý tộc cao cấp.
Chiến tranh xảy ra không phải giữa những cá nhân mà giữa các nguyên thủ, và các sĩ quan và quan chức của các chính phủ và các quân đội châu Âu thường thay đổi nhân viên. Những hiệp ước ngừng bắn thường được dàn xếp, cùng với sự thân thiện giữa các sĩ quan của các quân đội tham chiến. Khi bị bắt làm tù binh, các sĩ quan thường không phát ngôn và thường bị cách ly ở một thành phố xa vùng chiến sự. Hầu như luôn luôn, họ được cho phép mang vũ khí cá nhân. Thậm chí trong các cuộc chiến tranh cách mạng Pháp, các nhà khoa học Anh vẫn tới thăm Viện hàn lâm Pháp. Trong một không khí như vậy, thật dễ dàng để chấp nhận rằng một số người được miễn trừ với pháp luật. Sau rốt, họ vẫn bị ràng buộc bởi các yêu cầu chặt chẽ của danh dự và phong tục.
Ở thế kỷ 19 hệ thống Đại hội Vienna xác nhận lại quyền của các nhà ngoại giao, và họ thường rất được tôn trọng từ thời điểm đó khi mô hình của châu Âu lan ra khắp thế giới. Hiện tại, quyền miễn trừ ngoại giao cũng như quan hệ ngoại giao như một tổng thế, được điều chỉnh ở phạm vi quốc tế theo Hiệp ước Vienna về Quan hệ Ngoại giao đã được hầu hết các quốc gia trên thế giới phê chuẩn.
Ở thời hiện đại, miễn trừ ngoại giao tiếp tục cung cấp phương tiện, dù không hoàn hảo, để đảm bảo cá nhân người đại diện ngoại giao không phải đối mặt với tình trạng thù địch có thể xảy ra giữa các quốc gia. Như một điều khoản đã viết: "Vậy thì tại sao chúng ta đồng ý một hệ thống theo đó chúng ta phụ thuộc vào một quốc gia nước ngoài trước khi chúng ta có thể truy tố một tội phạm bên trong biên giới nước mình? Câu trả lời thực tế là: bởi chúng ta phụ thuộc vào các quốc gia khác trong việc đề cao và bảo vệ các nhà ngoại giao của chúng ta giống như chúng ta đã đề cao và bảo vệ họ."

## Vi phạm
Hiệp ước Vienna quy định rằng "nếu không có sự gây tổn hại với các quyền ưu tiên và miễn trừ của họ, trách nhiệm của mọi người có các quyền ưu tiên và miễn trừ là phải tuân thủ pháp luật và các quy định của nước chủ nhà." Tuy nhiên, trong một số trường hợp, miễn trừ ngoại giao dẫn tới một số hậu quả không thích hợp; các nhà ngoại giao được bảo vệ đã vi phạm pháp luật (gồm cả những điều luật sẽ là sự vi phạm ở nước họ) của nước chủ nhà và nước đó đã chỉ giới hạn ở việc thông tin tới quốc gia quê hương của nhà ngoại giao rằng nhà ngoại giao đó không còn được chào đón nữa (persona non grata). Tuy nhiên, các nhân viên ngoại giao không được miễn trừ với pháp lý ở đất nước quê hương họ, và vì thế việc truy tố có thể diễn ra bởi nước cử nhân viên; với các vi phạm pháp luật nhỏ, nước cử nhân viên có thể áp dụng các biện pháp hành chính riêng biệt với cơ quan ở nước ngoài hay phái bộ ngoại giao.
Việc vi phạm pháp luật của các nhà ngoại giao gồm gián điệp, buôn lậu, các vi phạm pháp luật về giam cầm trẻ em, và thậm chí cả giết người: tại London năm 1984, nữ cảnh sát Yvonne Fletcher đã bị giết trên đường phố bởi một người bắn súng bên trọng đại sứ quán Libya. Vụ việc đã gây tan vỡ quan hệ ngoại giao cho tới khi Libya chấp nhận "trách nhiệm chung" năm 1999.

### Gián điệp
Các vụ gián điệp nhỏ, hay thu thập thông tin của các nước chủ nhà được tiến hành ở mọi đại sứ quán. Một vị trí đặc trưng cho một sĩ quan tình báo là tuỳ viên báo chí thứ hai, tuỳ viên visa hay chức vụ khác không có trách nhiệm cụ thể. Tại Hoa Kỳ, có một chính sách ngoại giao không xác nhận hay bác bỏ sự tồn tại của nhân viên tình báo trong các toà đại sứ quán Mỹ.

### Tội phạm xe hơi
Một vấn đề riêng biệt là sự miễn trừ với các phương tiện ngoại giao với các quy định giao thông thông thường như cấm đỗ đôi. Thỉnh thoảng những vấn đề như vậy có thể dẫn tới hậu quả rất nghiêm trọng, khi việc không tuân thủ luật giao thông dẫn tới việc làm bị thương hay thiệt hại nhân mạng.

#### Bị thương và chết
- Phó đại sứ Cộng hòa Gruzia tại Hoa Kỳ, Gueorgui Makharadze, đã gây ra một vụ tai nạn vào tháng 1 năm 1997 làm bị thương bốn người và thiệt mạng một cô bé 16 tuổi. Ông bị xác nhận có cồn trong máu ở mức 0.15, nhưng đã được thả bởi là một nhân viên ngoại giao. Chính phủ Hoa Kỳ đã yêu cầu chính phủ Gruzia khước từ sự miễn trừ dành cho ông, và kết án bảy tới hai mươi năm tù. Tuy nhiên, sau khi 3 năm thụ án, ông đã quay trở về nước và tiếp tục sống hai năm trong tù trước khi được ân xá.[5]
- Một lính thủy đánh bộ Mỹ phục vụ trong đại sứ quán ở Bucharest, Romania đã va chạm với một chiếc taxi và làm thiệt mạng một nhạc sĩ nổi tiếng người Romania Teo Peter ngày 3 tháng 12 năm 2004.[6] Christopher Van Goethem, được cho là đang trong tình trạng say xỉn, không tuân thủ đèn tín hiệu, dẫn tới vụ va chạm giữa chiếc Ford Expedition của anh ta với chiếc taxi của người nhạc sĩ. Lượng cồn trong máu Van Goethem ước tính ở mức 0.09 sau khi thử nghiệm bằng dụng cụ kiểm tra khí thở, nhưng anh ta từ chối cung cấp mẫu máu cho cuộc thử nghiệm tiếp theo và bỏ sang Đức trước khi bị xét xử vì các trách nhiệm của mình tại Romania.[7] Chính phủ Romania đã yêu cầu chính phủ Hoa Kỳ bãi bỏ quyền miễn trừ ngoại giao của anh ta, và Hoa Kỳ đã từ chối. [cần dẫn nguồn] Tại một tòa án quân sự, anh ta được trắng án tội giết người và thông dâm nhưng bị kết tội cản trở luật pháp và khai báo gian dối.[8]
- Một nhà ngoại giao Nga tại Ottawa, Canada đã lái chiếc xe của mình đâm vào hai người đi bộ trên một con phố vắng vẻ tháng 1 năm 2001, làm thiệt mạng một người và làm bị thương nghiêm trọng người kia. Andrey Knyazev trước đó đã bị cảnh sát Ottawa chặn lại ở hai lần khác nhau vì nghi ngờ không biết lái xe. Chính phủ Canada đã yêu cầu Nga khước từ quyền miễn trừ ngoại giao của người này, dù nó bị từ chối. Knyazev sau đó bị truy tố tại Nga vì ngộ sát, và bị kết án bốn năm tù. Đơn kháng án của ông bị bác bỏ và ông đã thụ án tại một nhà tù hình sự.[9][10][11]
- Một nhà ngoại giao Mỹ, Tổng lãnh sự Douglas Kent, tại Vladivostok, Nga đã liên quan tới một vụ đụng xe ngày 27 tháng 10 năm 1998, khiến một thanh niên trẻ, Alexander Kashin, bị què chân. Kent đã không bị truy tố trước một toà án Hoa Kỳ. Theo Hiệp ước Vienna về Quan hệ Lãnh sự năm 1963, quyền miễn trừ ngoại giao không áp dụng cho các hành động dân sự liên quan tới tai nạn xe cộ. Tuy nhiên, ngày 10 tháng 8 năm 2006, một toà phúc thẩm Hoa Kỳ đã phán quyết rằng bởi ông đang sử dụng phương tiện riêng của mình cho các mục đích lãnh sự, Kent sẽ không bị kiện dân sự.[12][13]

#### Những xâm phạm đỗ xe của Liên hiệp quốc
Tại Thành phố New York, nơi đặt trụ sở của Liên hiệp quốc (và vì thế cũng là nơi làm việc của hàng nghìn nhà ngoại giao), Thành phố thường có kháng nghị tới Bộ ngoại giao về những vé đỗ xe không thanh toán vì vị thế ngoại giao. Các phái bộ ngoại giao có các quy định của riêng mình, nhưng nhiều phái bộ yêu cầu nhân viên của họ phải trả bất kỳ khoản phạt nào vì vi phạm đỗ xe. Một cuộc nghiên cứu năm 2006 của hai nhà kinh tế phát hiện rằng có sự tương quan khá lớn giữa nạn tham nhũng tại quốc gia quê hương (theo Minh bạch Quốc tế) và những vé phạt đỗ xe không được chi trả; dù sao, xấp xỉ 30 quốc gia (hay 20%) có chưa tới một vé phạt trên mỗi nhà ngoại giao trong giai đoạn 5 năm, và 20 nước không hề có vé phạt. Sáu nước có hơn 100 lần vi phạm trên mỗi nhà ngoại giao.

#### Vi phạm xe hơi khác
Tại Pháp, giữa tháng 11 năm 2003 và năm 2004, có 2,590 trường hợp xe ngoại giao bị radar tự động phát hiện vượt quá tốc độ.

### Lạm dụng tài chính

#### Nợ xấu
Về lịch sử vấn đề những khoản nợ lớn của những nhà ngoại giao cũng đã gây ra nhiều vấn đề. Một số định chế tài chính sẽ không mở tín dụng cho các nhà ngoại giao bởi họ không có các phương tiện pháp lý để đảm bảo khoản tiền sẽ được hoàn lại.

#### Lạm dụng nhân viên
Việc miễn trừ ngoại giao với nhân viên và luật lao động địa phương khi sử dụng nhân viên từ nước chủ nhà đã dẫn tới việc lạm dụng. Khi người sử dụng nhân viên là một nhà ngoại giao, các nhân viên ở trong một tình trạng lấp lửng pháp lý theo đó cả luật pháp của nước chủ nhà và luật pháp của nước của nhà ngoại giao đều không có hiệu lực. Có một cuộc xung đột lợi ích cố hữu, khi nhà ngoại giao là đại diện của đất nước và luật pháp nước mình, và không bị buộc phải tuân thủ pháp luật địa phương, vì thế một nhà ngoại giao lạm dụng nhân viên có thể hành động mà rõ ràng không thể bị trừng phạt. Các nhà ngoại giao đã bỏ qua các pháp luật địa phương liên quan tới lương tối thiểu, giờ làm việc tối đa, ngày nghỉ và ngày lễ. Những người lạm dụng nhiều nhất đã bỏ tù các nhân viên trong ngôi nhà của mình, tước đoạt lương, hộ chiếu và quyền tiếp cận với thế giới bên ngoài của người làm công, lạm dụng họ về thân thể và tinh thần, tước đoạt lương thực và xâm phạm vào đời tư của họ. Trong trường hợp các quốc gia tham nhũng và những nhà ngoại giao lạm dụng, rõ ràng không thể buộc học phải trả các khoản lương hay bất kỳ một tiêu chuẩn nào chăng nữa.

#### Ăn trộm
Ngày 24 tháng 4 năm 2008, tùy viên báo chí Mexico Rafael Quintero Curiel đã bị quay lại cảnh đang ăn cắp những chiếc Blackberry PDA từ một phòng họp báo Nhà Trắng tại New Orleans, LA. Curiel đã mang nó tới sân bay trước khi các thành viên Cơ quan Mật vụ Hoa Kỳ bắt kịp ông. Sau khi bác bỏ mọi hành động bất hợp pháp, ông đã được xem đoạn video giám sát. Curiel tuyên bố vụ việc là một tai nạn, viện dẫn quyền miễn trừ ngoại giao của mình, và ra khỏi đất nước, nhưng cuối cùng đã bị đuổi việc vì vụ này.

#### Buôn lậu
Các nhà ngoại giao được miễn thuế nhập khẩu và các khoản thuế cho những đồ sử dụng cá nhân của họ. Tại một số quốc gia, điều này đã dẫn tới những cáo buộc rằng các nhân viên ngoại giao đang hưởng lợi cá nhân từ việc bán lại những hàng hoá "miễn thuế". Nước chủ nhà có thể lựa chọn việc áp đặt các hạn chế trên những đồ thích hợp với tiêu chí sử dụng cá nhân (ví dụ, chỉ một số lượng nhất định thuốc lá mỗi ngày). Khi có hiệu lực, những hạn chế này nói chung khá rộng rãi (để tránh việc ăn miếng trả miếng).

#### Trốn thuế hay thoái thác
Các nhà ngoại giao không cần thiết được miễn trừ chi trả các khoản phí do chính phủ áp đặt khi có "các mức thu phí cho những dịch vụ thực hiện riêng biệt." Trong một số trường hợp, như phí tắc đường của London (một khoản phí hàng ngày với mọi chiếc xe đi vào trung tâm London), bản chất của loại phí có thể gây những tranh cãi, nhưng có một sự bắt buộc với nước chủ nhà không được "phân biệt giữa các quốc gia"; nói cách khách, bất kỳ khoản phí nào như vậy phải có thể được chi trả bởi mọi nhà ngoại giao trên cơ sở bình đẳng. Điều này có thể khiến các cơ quan ngoại giao đàm phán như một nhóm với chính quyền của nước chủ nhà. Tháng 8 năm 2009, có thông báo rằng Hoa Kỳ nợ £3.500.000 phí tắc đường chưa trả. Cũng có thông báo năm 2006 rằng quyền miễn trừ ngoại giao đã được sử dụng để tránh chi trả hàng triệu pound tiền phạt giao thông, cũng như để lẩn tránh khoảng £1 triệu tiền thuế địa phương, although some embassies have agreed to settle their bills.

## Trong hư cấu và trên thực tế
Trong hư cấu, quyền miễn trừ ngoại giao thỉnh thoảng được miêu tả một cách tiêu cực với các nhà ngoại giao thực hiện những hành động tội phạm một cách trơ tráo nhất và kiêu căng sử dụng quyền miễn trừ của mình khi các anh hùng tìm cách chặn họ lại. Một ví dụ về việc này có trong phim Lethal Weapon II; đáng chú ý nhà ngoại giao trong phim đứng đầu một tòa lãnh sự, và không được hưởng quyền miễn trừ ngoại giao, mà là một quyền miễn trừ lãnh sự hạn chế hơn. Trong Ghost in the Shell: Stand Alone Complex một hacker tìm cách thoát khỏi pháp lý nhờ người cha, một đại sứ Canada.
Trong thực tế, hầu hết các nhà ngoại giao là đại diện của các quốc gia với một truyền thống dịch vụ dân sự chuyên nghiệp, và được cho là sẽ tuân theo các quy định điều khiển hành vi của họ và họ sẽ phải chịu những hậu quả nghiêm khắc từ trong nước (hành động kỷ luật) nếu họ coi thường luật pháp địa phương. Tại nhiều quốc gia sự nghiệp của một nhà ngoại giao chuyên nghiệp có thể bị tổn hại nếu ông hay bà ta (hay thậm chí là một thành viên gia đình họ) không tuân thủ chính quyền địa phương hay gây ra những rắc rối nghiêm trọng, và những trường hợp đó, ở bất kỳ một mức nào, là một sự vi phạm vào tinh thần của Công ước Vienna.
Việc phát hành vé đỗ xe (xem bên trên) tại New York đã được đưa lên mùa thứ tư của vở kịch truyền hình The West Wing trong phần "Arctic Radar". Tổng thống Josiah Bartlet la hét vào điện thoại, với những người mà ông tin là đang ở Đại hội đồng Liên hiệp quốc, nói rằng có những tấm biển lớn thông báo với các nhà ngoại giao rằng họ không thể đỗ xe và họ có thể bị kéo xe về Queens, trước khi dập máy. Tuy nhiên thực tế dường như ông không nói với vị Tổng thư ký.

## Những ngoại trừ với Hiệp ước Vienna
Một số quốc gia đã có những bảo lưu với Hiệp ước Vienna về Quan hệ Ngoại giao, nhưng chúng rất nhỏ. Quan trong nhất là sự bảo lưu của hầu hết các quốc gia Ả Rập về sự miễn trừ với các túi ngoại giao và không công nhận Israel. Một số nước giới hạn quyền miễn trừ ngoại giao của những người là công dân của nước chủ nhà. Khi các quốc gia tin tưởng vào các hiệp ước của họ với các mức khác nhau, các quy định khác cũng có thể được áp dụng, dù trong hầu hết trường hợp điều này diễn ra với sự chính xác xấp xỉ và có lý do. Cũng quan trọng khi lưu ý rằng Hiệp ước không áp dụng với các nhân viên của các tổ chức quốc tế, quyền ưu tiên của những người này được quyết định trên cơ sở theo từng vụ, thường trong các hiệp ước thành lập tổ chức. Hệ thống Liên hiệp quốc (gồm cả các cơ quan của nó, với cơ quan quốc tế được công nhận nhiều nhất như Ngân hàng Thế giới và các cơ quan khác) có một hình thức đã được tiêu chuẩn hoá khá tốt về các quyền miễn trừ cho nhân viên đi lại theo laissez-passer của Liên hiệp quốc; miễn trừ ngoại giao cũng thường được trao cho các quan chức cấp cao nhất của các tổ chức đó. Các quan chức lãnh sự (không có sự công nhận ngoại giao đồng thời) thường có một hình thức miễn từ giới hạn hơn, nói chung giới hạn theo trách nhiệm chính thức của họ. Nhân viên kỹ thuật và hành chính ngoại giao cũng có quyền miễn trừ hạn chế hơn theo Hiệp ước Vienna; vì lý do này, một số quốc gia có thể gán cho nhân viên kỹ thuật và ngoại giao là tuỳ viên.
Các cấp bậc quan chức chính phủ khác có thể thường xuyên tới các quốc gia khác mà không có hộ chiếu ngoại giao hay quyền miễn trừ ngoại giao, như các thành viên quân đội, các quan chức cao cấp của chính phủ, các bộ trưởng và những người khác. Nhiều quốc gia cung cấp các hộ chiếu quan chức phi ngoại giao cho những người đó, và có thể có những lớp khác nhau của những giấy tờ đi lại đó như hộ chiếu chính thức, hộ chiếu phục vụ, và các loại khác. Sự công nhận trên thực tế của một số hình thức miễn trừ có thể được truyền đạt bởi quốc gia tiếp nhận quan chức du lịch bằng những giấy tờ đó, hay có thể đã có những thoả thuận song phương để quản lý các trường hợp đó (ví dụ, như trong trường hợp nhân viên quân sự điều khiển hay quan sát các cuộc huấn luyện trên lãnh thổ nước chủ nhà).
Theo chính thức, miễn trừ ngoại giao có thể hạn chế với các quan chức được chỉ định tới một nước tiếp nhận, hay đi tới hay từ nước tiếp nhận. Trên thực tế, nhiều nước có thể hoàn toàn công nhận miễn trừ ngoại giao cho bất kỳ ai sử dụng hộ chiếu ngoại giao, với sự thừa nhận với quốc gia tạo nên sự chấp nhận vị thế ngoại giao.

## Miễn trừ ngoại giao tại Hoa Kỳ
Bảng sau liệt kê những quyền miễn trừ cho nhân viên ngoại giao nước ngoài sống ở Hoa Kỳ.
Nói chung, các quy định tuân theo Hiệp ước Vienna và cũng được áp dụng tại các quốc gia khác.
| Tính chất       | Tính chất                                                        | Có thể bị bắt giữ hay cầm tù                | Việc cư trú có thể là đối tượng của thủ tục bình thường | Có thể bị nhận vé phạt | Có thể bị gọi ra toà làm nhân chứng                                                                 | Có thể bị truy tố                             | Thành viên gia đình quan chức |
| --------------- | ---------------------------------------------------------------- | ------------------------------------------- | ------------------------------------------------------- | ---------------------- | --------------------------------------------------------------------------------------------------- | --------------------------------------------- | ----------------------------- |
| Ngoại giao      | Nhân viên ngoại giao                                             | Không                                       | Không                                                   | Có                     | Không                                                                                               | Không                                         | Như người bảo trợ             |
| Ngoại giao      | Thành viên hành chính và nhân viên kỹ thuật                      | Không                                       | Không                                                   | Có                     | Không                                                                                               | Không                                         | Như người bảo trợ             |
| Ngoại giao      | Nhân viên phục vụ                                                | Có                                          | Có                                                      | Có                     | Có                                                                                                  | Không, với các hoạt động chính thức. Khác, Có | Không                         |
| Lãnh sự         | Nhân viên lãnh sự                                                | Có, nếu với một trọng tội và theo một trát. | Có                                                      | Có                     | Không, cho những hoạt động chính thức. Sự chứng thực không được đưa ra trong bất kỳ trường hợp nào. | Không, với các hoạt động chính thức. Khác, Có | Không                         |
| Lãnh sự         | Nhân viên lãnh sự danh dự                                        | Có                                          | Có                                                      | Có                     | Không, với các hoạt động chính thức. Có, trong mọi trường hợp khác                                  | Không, với các hoạt động chính thức. Khác, Có | Không                         |
| Lãnh sự         | Nhân viên lãnh sự                                                | Có                                          | Có                                                      | Có                     | Không, với các hoạt động chính thức. Có, trong mọi trường hợp khác                                  | Không, với các hoạt động chính thức. Khác, Có | Không                         |
| Tổ chức quốc tế | Nhân viên mức ngoại giao của các phái bộ tới các tổ chức quốc tế | Không                                       | Không                                                   | Có                     | Không                                                                                               | Không                                         | Như người bảo trợ             |
| Tổ chức quốc tế | Nhân viên tổ chức quốc tế                                        | Có                                          | Có                                                      | Có                     | Không, với các hoạt động chính thức. Có, trong mọi trường hợp khác                                  | Không, với các hoạt động chính thức. Khác, Có | Không                         |
| Tổ chức quốc tế | Nhân viên hỗ trợ của các phái bộ tới các tổ chức quốc tế         | Có                                          | Có                                                      | Có                     | Không, với các hoạt động chính thức. Có, trong mọi trường hợp khác                                  | Không, với các hoạt động chính thức. Khác, Có | Không                         |